# LoveHateHero
LoveHateHero, aussi stylisé Lovehatehero, est un groupe de post-hardcore et d'emo américain, originaire de Burbank, en Californie. Ils étaient signés à Ferret Records et comptent au total trois albums. Le groupe se sépare en 2011.

## Biographie
LoveHateHero est formé en 2003, à Burbank, en Californie, et comprend initialement le chanteur Pierrick Berube, les guitaristes Josh Newman et Mark Johnston, le bassiste Paris Bosserman, et le batteur Bryan Ross. Ils signent à Ferret Records et publient un premier album studio, Just Breathe, en mai 2005. Ils tournent avec des groupes comme Chiodos, Eighteen Visions, Funeral for a Friend, He Is Legend, et It Dies Today.
Le groupe participe au Black on Black Tour avec Escape the Fate, Blessthefall, Before Their Eyes et Dance Gavin Dance.
Ils publient leur deuxième album studio, White Lies, en février 2007, et un troisième album studio, America Underwater en novembre 2009. Ils jouent au Vans Warped Tour 2009 à Seattle, Portland, Fresno, San Francisco, Sacramento et San Diego. Avant la sortie de America Underwater, qui était à l'origine intitulé Fight of Flight, le groupe publie le single Echoes, extrait de l'album sur MySpace.
En 2010, le groupe participe au America Underwater Tour avec Four Letter Lie, Sleeping with Sirens, Of Machines, et Destruction of a Rose, et ont fait leur première tournée européenne avec Blessed by a Broken Heart et sont en ce moment au Wet Hot American Summer Tour avec Young and Divine et The Venetia Fair. Le groupe se sépare en 2011.

## Membres

### Derniers membres
- Pierrick Berube – chant, guitare, piano (2003-2011), guitare rythmique (2005-2006)
- Arthur « Paris » Bosserman – basse, chœurs (2003-2011)
- Kevin « Thrasher » Gruft – guitare, chœurs (2006-2011)
- Justin Whitesel – guitare rythmique, synthétiseur, chœurs (2009-2011)
- Scott Gee – batterie, piano (2005-2011)

### Anciens membres
- Omar Espinosa – guitare, chœurs (2003-2004)
- Mark Johnston – guitare, chœurs (2004-2005)
- Myke Russell – guitare rythmique, chœurs (2006-2008)
- Josh Newman - guitare rythmique, chœurs (2003-2005)
- Bryan Ross – batterie, chœurs (2004-2005)

## Vidéographie
- 2005 : The Risk
- 2007 : Red Dress
- 2009 : America Underwater